# 서울생활사박물관
서울생활사박물관은 서울특별시 노원구에 있는 박물관이다. 공릉1동에 위치해 있다.   

## 개요
서울역사박물관에서 운영하는 서울시 공립박물관으로 2019년에 개관하였다. 원래 이 곳은 서울북부지방법원과 서울북부지방검찰청 청사가 있는 북부 법조단지가 있던 곳으로 2010년 법원과 검찰청이 이전하면서 법원 공유지에서 해제됨에 따라 유휴지로 남았다가 서울시에서 공유지로 인수하여 서울역사박물관이 운영하는 공립박물관이 되었다. 현재 서울특별시청 소유이며 서울역사박물관 생활사박물관측에서 운영한다.  
서울의 생활 역사와 서울시민들의 과거 삶에 대한 내용을 전시하고 있으며 시민들이 기증한 유물 등을 전시하고 있다.